# Johann Emanuel Veith
Pour les articles homonymes, voir Veith.
Johann Emanuel Veith (né le 10 juillet 1787 à Chodová Planá, mort le 6 novembre 1876 à Vienne) est un médecin, prêtre et écrivain autrichien.

## Biographie
Veith est le fils d'un rabbin. Il fait des études de médecine et de vétérinaire à Prague puis est professeur à l'université de médecine vétérinaire de Vienne.
À Vienne, il rencontre en tant que médecin des personnalités du Renouveau catholique viennois, dont Clément-Marie Hofbauer. Baptisé en 1816, il étudie la théologie catholique à partir de 1817 et entre chez les Rédemptoristes, qu'il quitte en 1830. Prêtre, il reste médecin. Il est un défenseur zélé de l'homéopathie lors d'une épidémie de choléra. Il est surtout prédicateur, notamment de la cathédrale Saint-Étienne de Vienne de 1831 à 1845. Il est fait commandeur de l'ordre de François-Joseph.
En plus de son travail considérable en tant qu'écrivain, il est l'éditeur de nombreux magazines religieux et de livres de poche.

## Œuvre
- Systematische Beschreibung der vorzüglichsten in Oesterreich wildwachsenden, oder in Gärten gewöhnlichen Arzneygewächse, mit besonderer Rücksicht auf die neue oesterreichische Provincial-Pharmacopoe für studirende Mediziner, Wundärzte und Pharmaceuten an der Wiener Universität. Geistinger, Vienne 1813 (Numérisation de la bibliothèque universitaire et d'État de Düsseldorf).
- Homiletische Vorträge für Sonn- und Festtage. 7 Bände. Wien 1831–1855 (Numérisation de la Bayerischen Staatsbibliothek).

Libretto
- Das Brandenburger Tor. Musique (1814) : Giacomo Meyerbeer.

## Source, notes et références
- (de) Cet article est partiellement ou en totalité issu de l’article de Wikipédia en allemand intitulé « Johann Emanuel Veith » (voir la liste des auteurs).
- (de) Constantin von Wurzbach, « Veith, Johann Emanuel », dans Biographisches Lexikon des Kaiserthums Oesterreich, vol. 50, Vienne, L. C. Zamarski (lire sur Wikisource, lire en ligne), p. 81-95
- Eduard Winter, Maria Winter (Hrsg.): Domprediger Johann Emanuel Veith und Kardinal Friedrich Schwarzenberg: der Güntherprozess in unveröffentlichten Briefen und Akten. Wien (u. a.), Böhlau (u. a.) 1972.
- (de) Otto Weiß, « Johann Emanuel Veith », dans Biographisch-Bibliographisches Kirchenlexikon (BBKL), vol. 12, Herzberg, 1997 (ISBN 3-88309-068-9, lire en ligne), colonnes 1194-1204 (Article sur Internet Archive)
- Notices d'autorité :   - VIAF
  - ISNI
  - BnF (données)
  - IdRef
  - LCCN
  - GND
  - Italie
  - Pays-Bas
  - Pologne
  - Israël
  - NUKAT
  - Tchéquie
  - Grèce
  - WorldCat